# Zopyros I.
Zopyros (griech: Ζώπυρος; 6. Jahrhundert v. Chr.), Sohn des Megabyzos, war ein persischer Adliger im Großreich der Achämeniden. Er spielt eine zentrale Rolle in einer Episode des als Historien bekannten Geschichtswerks des Herodot von Halikarnassos.

## Zopyros bei Herodot
Auf den Herrscherwechsel von Gaumata zu Dareios I. 522 v. Chr. folgte eine Erhebung der Bevölkerung von Babylon, welche die Chance gekommen sah, die persische Herrschaft abzuschütteln. Der neue Großkönig belegte die Stadt mit einer Belagerung, die allerdings noch nach zwanzig Monaten keinen Erfolg erzielte. Ein Babylonier soll dabei den Persern von der Stadtmauer herab prophezeit haben, dass sie die Stadt erst dann einnehmen können, sobald eines ihrer Maultiere ein Junges bekäme. Dieser an sich biologisch unmögliche Vorgang soll sich darauf aber tatsächlich ereignet haben, nachdem eines der Maultiere des Zopyros ein Jungtier warf. Diese Erzählung setzte sich in dem später entstandenen römischen Sprichwort „cum mula pepererit“ („wenn ein Maultier fohlt“) fort, als Adynaton für ein Ereignis, das unmöglich eintreten kann.
Zopyros habe darauf den Entschluss gefasst, sich für die Eroberung Babylons aufzuopfern. Er schnitt sich Nase, Ohren und Lippen ab und ließ sich auspeitschen. So zugerichtet begab er sich als Überläufer in die Stadt im angeblichen Bestreben gegen den Großkönig kämpfen zu wollen, von welchem er so grausam bestraft worden sei. Um das Vertrauen der Verteidiger zu gewinnen, verriet er ihnen einen bevorstehenden Angriff des Großkönigs, der so erfolgreich abgewehrt werden konnte. Diese Scharade war aber zuvor schon zwischen dem Großkönig und Zopyros abgesprochen, der nun aber von den Babyloniern zu ihrem Anführer ernannt wurde und von ihnen auch die Schlüssel der Stadttore überreicht bekam. Als der günstige Zeitpunkt eingetreten war, öffnete Zopyros zwei Stadttore, durch welche die persischen Krieger in die Stadt eindringen und die Widerständler niedermachen konnten. Zopyros wurde für seinen Einsatz belohnt und zum Statthalter (Satrap) von Babylon unter lebenslanger Abgabenfreiheit ernannt. Sein Vorgehen soll aber von Großkönig Dareios I. missbilligt worden sein, der ihn lieber unversehrt gesehen hätte, als das zwanzig weitere Städte gleich Babylon von ihm erobert würden.
Zopyros hatte einen Sohn namens Megabyzos und eine namentlich nicht genannte Tochter, welche von Sataspes vergewaltigt wurde.
Inwiefern die Zopyros-Geschichte der historischen Wahrheit entsprach, ist schwer zu überprüfen. Gemäß Homers Odyssee hatte bereits Helena von Sparta eine ähnliche Geschichte erzählt, nach der sich Odysseus habe auspeitschen lassen, um so Zugang in das belagerte Troja zu erlangen.

## Weitere antike Zeugnisse und Rezeption
Später gab auch Ktesias die Geschichte von der Eroberung Babylons wieder, allerdings in einem anderen zeitlichen und historischen Kontext. Nach Ktesias wurde Zopyros im Jahr 484 v. Chr. von den Babyloniern ermordet, die sich nach dem Herrscherwechsel von Dareios I. auf Xerxes I. gegen die Perser erhoben hätten. Darauf habe sich sein Sohn, Megabyzos, dieser List bedient, um die Stadt für den Großkönig zurückzuerobern. Eine Vermengung von Elementen aus Herodot und Ktesias liefert Diodor, rezipiert wurde die Geschichte auch von Sextus Iulius Frontinus in seinen Strategemata und von Plutarch in den Apophthegmata. Pompeius Trogus schließlich übermittelt das Zopyrus-Motiv in die römische Literatur. Später fand es, wohl durch mündliche Überlieferung als Volkssage, Aufnahme auch in der persischen und arabischen Literatur.